# Трансепт

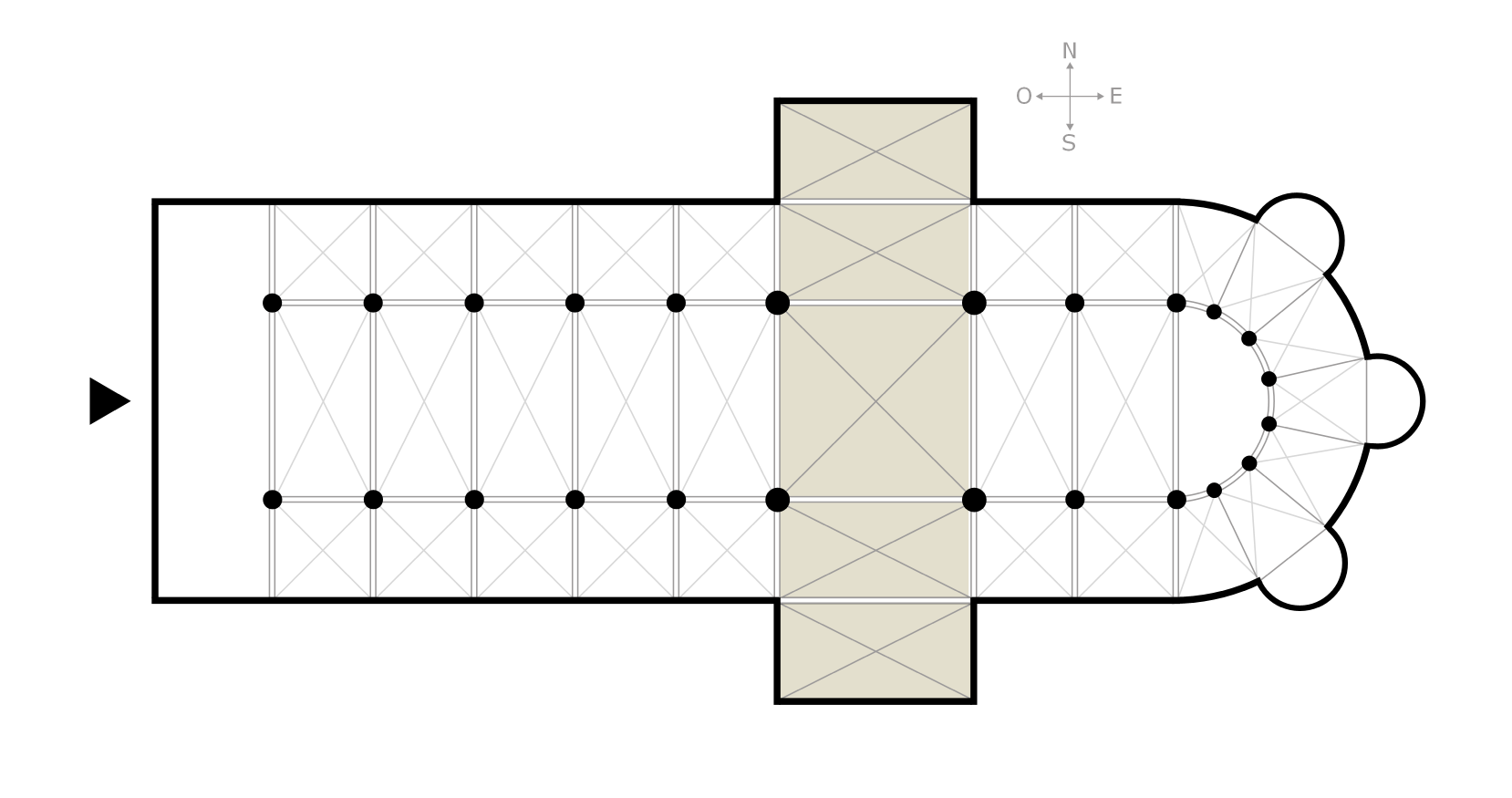
Трансепт в тринавному храмі.

Трансе́пт (від піздньолатинського лат. transeptum з лат. trans «за» та лат. septum «огорожа») — поперечна нава в базилікальних і хрестоподібних храмах, що перетинає під прямим кутом основну поздовжню наву і виступає кінцями із загальної маси споруди. Ці виступи називаються раменами трансепта.

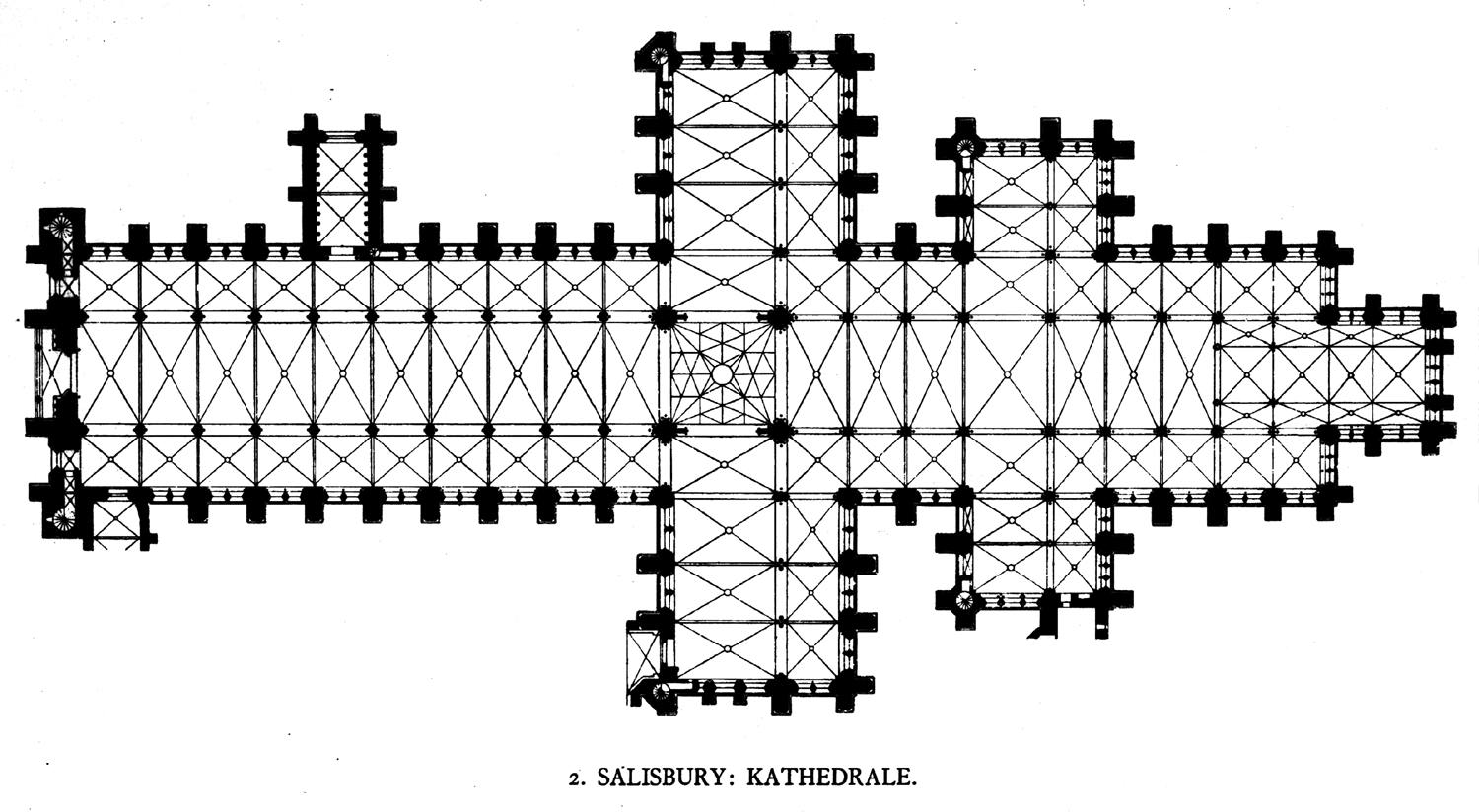
План Солсберійського собору з двома трансептами

Трансепти виникли в ранньохристиянських храмах, коли разом з ускладненням обрядів виникла необхідність у збільшенні простору перед вівтарем і абсидою. Використання однієї або двох поперечих нав зробило план храмів хрестоподібним.
Перехід від центральної або декількох продовжніх нав до трансепту оформляють підпружною аркою середохрестя. У католицьких храмах середохрестя зовні часто відзначалося високою баштою з вузькими вікнами та високим наметом (сигнатуркою), у православних — барабаном і куполом.
Іноді слово трансепт використовують у випадку перетину другорядним коридором основного.